# Nicole von Wagner

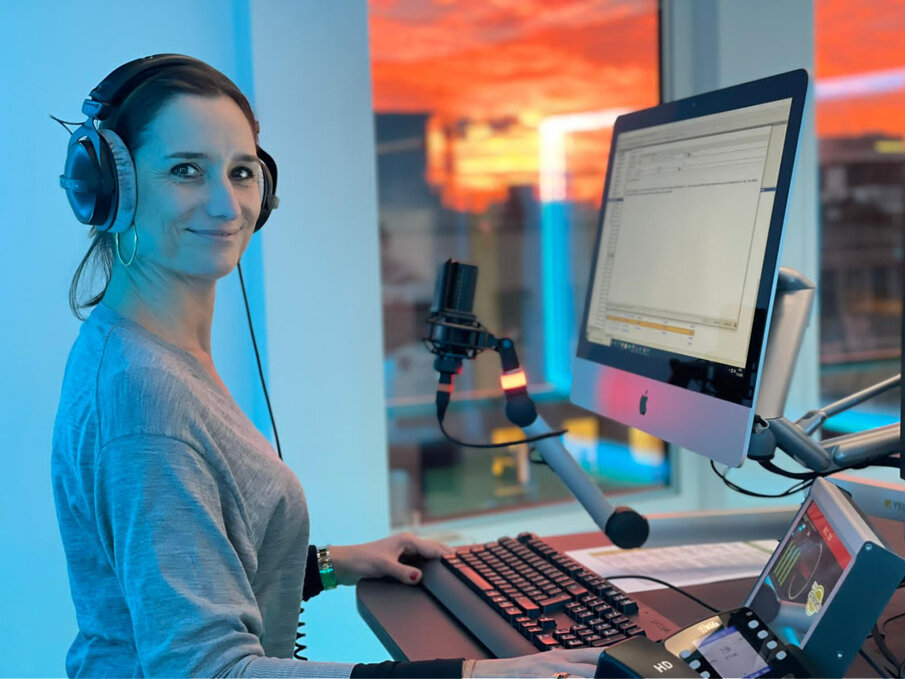
Nicole von Wagner

Nicole von Wagner (* 27. September 1974 in Wipperfürth) ist eine deutsche Moderatorin, Buchautorin und Beraterin.

## Leben und Wirken
Von Wagner studierte in Bonn Germanistik und Kunstgeschichte.
Sie volontierte bei Radio Bonn Rhein-Sieg  und arbeitete als Nachrichtenredakteurin und Moderatorin unter anderem für den Berliner Rundfunk 91!4  und 105’5 Spreeradio, wo sie seit 2014 zusammen mit Jochen Trus die Morningshow moderiert und als Chefmoderatorin und stellvertretende Programmdirektorin außerdem programmverantwortlich ist.
Sie erhielt 2020 den Deutschen Radiopreis für die beste Programmaktion.
Seit 2012 ist von Wagner Radio-Coach, seit 2018 außerdem Podcast-Coach.
Seit 2016 veröffentlicht von Wagner zusammen mit ihrer Freundin und Kollegin Yvonne Fricke mit „Ladylike“  einen wöchentlichen Podcast rund um Frauenthemen und Sexualität, der pro Folge bis zu 100.000 Hörer hat.

## Veröffentlichungen
2022 veröffentlichte von Wagner gemeinsam mit Yvonne Fricke im Blanvalet Verlag ihr erstes Buch: „Da kann ja jede kommen“.

## Sonstiges
2007 verlieh sie in dem Podcast-Hörspiel „Liebe im ersten Semester“ der Studentin Ilka von Schönleben ihre Stimme. (Lübbe / ISBN 978-3-7857-3480-3)
2012 wirkte sie als Sprecherin an ABBA – die Audiostory mit (Lübbe Audio / ISBN 978-3-7857-4546-5).